# アレクサンドル・ポレシチューク
アレクサンドル・ポレシチューク（Aleksandr Fyodorovich Poleshchuk、ロシア語:Александр Фёдорович Полещук、1953年10月30日-）は、ロシアの宇宙飛行士である。元ロシア空軍大尉。ロシア連邦英雄受章者。
ポレシチュークはイルクーツク州チェレンホーボで生まれ、1977年にモスクワ航空大学を卒業して機械工学の学位を取得した。S.P.コロリョフ ロケット&スペース コーポレーション エネルギアにテストエンジニアとして加わり、宇宙飛行における組立てや修理の技術を身につけた。無重力条件下でのテストも経験し、1989年2月に宇宙飛行士の候補に選ばれた。1989年9月から1991年1月まで基礎的な訓練を受けてテスト宇宙飛行士となり、1992年3月までソユーズ-TMやミールの飛行のための訓練を受けた。
1992年、彼はソユーズTM-15のバックアップ要員に選ばれ、その後ソユーズTM-16のフライトエンジニアとなった。1993年1月24日から7月22日にかけて、ゲンナジー・マナコフとともに179日間宇宙に滞在した。その間、彼は9時間58分の宇宙遊泳を行ってクリスタルモジュールの新しいドッキングシステムのテスト等を行った。
ポレシチュークは既婚で1人の娘がいる。